# Icém
Icém är en kommun i Brasilien.   Den ligger i delstaten São Paulo, i den sydöstra delen av landet, 500 km söder om huvudstaden Brasília. Antalet invånare är 7 462.
Omgivningarna runt Icém är en mosaik av jordbruksmark och naturlig växtlighet. Runt Icém är det ganska glesbefolkat, med 22 invånare per kvadratkilometer.